# Forskningsinstitut
Ett forskningsinstitut är en organisation som har forskning som sin enda eller huvudsakliga verksamhet. Två tydliga skillnader mellan ett forskningsinstitut och ett universitet är att ett universitet har både undervisning och forskning som huvudsakliga verksamheter, samt att ett forskningsinstitut oftast forskar inom ett mer avgränsat område än den samlade forskningen vid (åtminstone ett större) universitet. Forskningsinstitut kan vara inriktade på grundforskning, tillämpad forskning eller bådadera, och kan vara statliga, privata eller utgöra internationella organisationer.
Några skäl att viss forskning bedrivs vid forskningsinstitut snarare än vid universitet kan vara:
- En finansiärs önskan att göra en särskild satsning på ett visst forskningsområde, oftast när detta område är nytt och ännu inte finns representerat vid något universitet, eller för att skapa ett "nationellt center" för denna typ av forskning.
- När viss forskning kräver forskningsanläggningar som är så stora eller dyrbara att det inte bedöms lämpligt att låta ett universitet stå för driften av dessa. I vissa fall kan det röra sig om anläggningar som är så dyra att särskilda internationella organisationer skapas för att driva dem, exempelvis CERN.
- När forskningsverksamheten inte är den typ av "fritt kunskapssökande" och "fri kunskapsspridning" som ofta betraktas som universitetens och grundforskningens ideal, exempelvis
  - Forskning där åtminstone delar av resultaten skall hemlighållas, till exempel inom försvarsforskning
  - Forskning där resultaten förväntas ha kommersiellt intresse, och kan vara föremål för patent
  - Tillämpad forskning eller uppdragsforskning, som kan ha inslag av mätnings- och provningsverksamhet och bedrivas i nära samarbete med industriföretag eller andra intressenter.
- Forskningsverksamhet som av annan anledning inte anses passa in i universitetens verksamhet, exempelvis för att den är tvärvetenskaplig eller har karaktär av tankesmedja.
- En önskan att uppnå större effektivitet i forskningen genom att låta forskarna koncentrera sig enbart på forskning snarare än universitetsforskarnas kombination av forskning och undervisning.

Många forskningsinstitut har en inriktning på teknik, naturvetenskap eller medicin, men det förekommer även forskningsinstitut inriktade på samhällsvetenskap, humaniora och andra områden.

## Forskningsinstitut i Sverige
Se även Lista över forskningsinstitut i Sverige
I Sverige finns, i jämförelse med många andra länder, en mycket begränsad tradition av forskningsinstitut som ägnar sig åt grundforskning. I Sverige bedrivs sådan forskning nästan uteslutande vid universiteten. I många andra länder ser situationen annorlunda ut, exempelvis i Tyskland där det finns ett stort antal Max Planck-institut för grundforskning, och i USA där National Institutes of Health bedriver omfattande medicinsk forskning. Huvuddelen av de svenska forskningsinstituten ägnar sig således åt tillämpad forskning. Flera av dem har grundats som branschforskningsinstitut, oftast i anslutning till de tekniska högskolorna. Dessa institut drivs vanligen i form av aktiebolag som delvis ägs av svenska staten. Under senare år har många av dessa slagits samman till större enheter, bland annat SP Sveriges Tekniska Forskningsinstitut, och ingår i nätverket Rise Research Institutes of Sweden. Formen med samfinansiering mellan staten och näringslivet går tillbaka till 1920, då beslut togs om att bilda Metallografiska institutet (numera Swerea KIMAB som ingår i Swerea-koncernen).
Det finns även forskningsinstitut som drivs i myndighetsform, exempelvis Totalförsvarets forskningsinstitut (FOI).

## Utnyttjande av begreppet forskningsinstitut
I nutida svenskt (forsknings)språkbruk brukar begreppet "institut" vanligen beteckna en självständig organisation, snarare än något som är en enhet inom en större organisation. Detta till skillnad mot exempelvis en institution, som vanligen är en organisationsenhet inom till exempelvis ett universitet. Det finns dock enheter inom svenska universitet som kallar sig för institut trots att de inte är självständiga organisationer, ibland av historiska skäl. Ett exempel är Institutet för social forskning (SOFI) som ingår i Stockholms universitet sedan 1981, men som innan dess var självständigt. Tidigare förekom beteckningen "anstalt" på vissa svenska myndigheter med forskningsuppgifter (samt även på vissa andra myndigheter), bland andra Försvarets forskningsanstalt (FOA) och Statens Provningsanstalt (SP).
Det är i vissa fall svårt att göra en strikt gränsdragning mellan forskningsinstitut och andra typer av institut eller organisationer, vilket också beror på att det inte finns någon entydig definition av var tillämpad forskning slutar och var exempelvis kvalificerad mätverksamhet, utvecklingsarbete, analyser och studier börjar. En kategori av institut som exemplifierar detta är de mer kvalificerade bland de så kallade tankesmedjorna (från engelskans think tank).
Det har blivit allt vanligare att organisationer, så väl statliga som privata, vill kalla sig för "forskningsinstitut" även när forskning inte utgör huvuddelen av deras verksamhet, sannolikt av rena imageskäl. Ett exempel är den tidigare myndigheten Statens provningsanstalt som grundades och fick sitt namn 1920. År 1993 ombildades anstalten till ett statligt aktiebolag med namnet Sveriges Provnings- och Forskningsinstitut. Efter att detta bolag slagits samman med några branschforskningsinstitut antog det 2007 sitt nuvarande namn SP Sveriges Tekniska Forskningsinstitut, utan att provnings- och mätverksamheten för den sakens skull upphört. Detta kan vara en utmärkt illustration av svårigheten att dra gränsen mellan forskningsinstitut och andra tekniskt inriktade institut.
Många icke-statliga organisationer som huvudsakligen existerar i opinionsbildande syften, och finansieras av olika intresseorganisationer, kallar sig också gärna för forskningsinstitut, sannolikt för att detta anses ge större legitimitet åt deras uttalanden. Med en ursprungligen amerikansk terminologi skulle det nog vara mer rätt att kalla många av dessa för tankesmedjor snarare än forskningsinstitut. Det opinionsbildande syftet utesluter inte att även vetenskapligt välunderbyggda resultat kan tas fram vid dessa organisationer, även om de vanligen inte fullt ut är att betrakta som forskningsinstitut i denna artikels mening.